# Galaktická astronomie

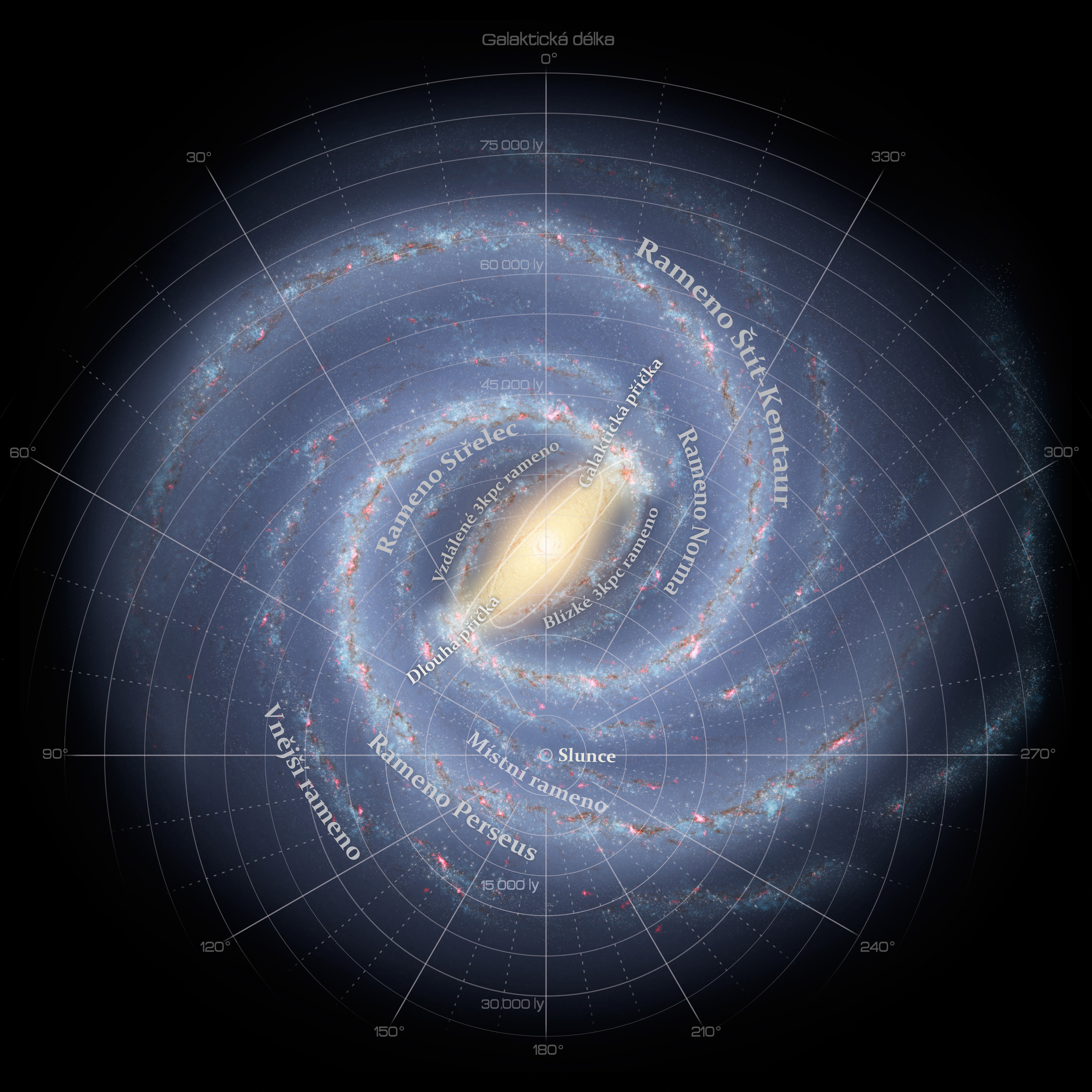
Schéma naší Mléčné dráhy, kterou studuje galaktická astronomie

Galaktická astronomie je obor astronomie zabývající se studiem naší Galaxie Mléčná dráha a objektů, jež naše Galaxie obsahuje. Přestože značné části naší Galaxie jsou pro nás zakryté kosmickým prachem, je Mléčné dráha nejlépe prostudovanou galaxií. Radioastronomie, mikrovlnná astronomie a infračervená astronomie umožnily ve 20. století zmapovat mezihvězdný plyn a prach.
Galaktická astronomie se dále dělí na mnoho podoborů podle konkrétního předmětu studia. Jejím zájmem je například
- rozložení prvků těžších než helium,
- studium galaktického jádra, včetně centrální supermasivní černé díry Sagittarius A, a jeho okolí,
- studium galaktické roviny,
- vznik a vývoj Galaxie Mléčné dráhy, její základní parametry (průměr, hmotnost...).

Zabývá se rovněž problematikou pohybu hvězd v rámci Galaxie, počtem a typy hvězd, hvězdami v blízkém okolí Slunce, kulovými hvězdokupami a galaktickým halem nebo otevřenými hvězdokupami.